# Ferrovia Sparanise-Gaeta

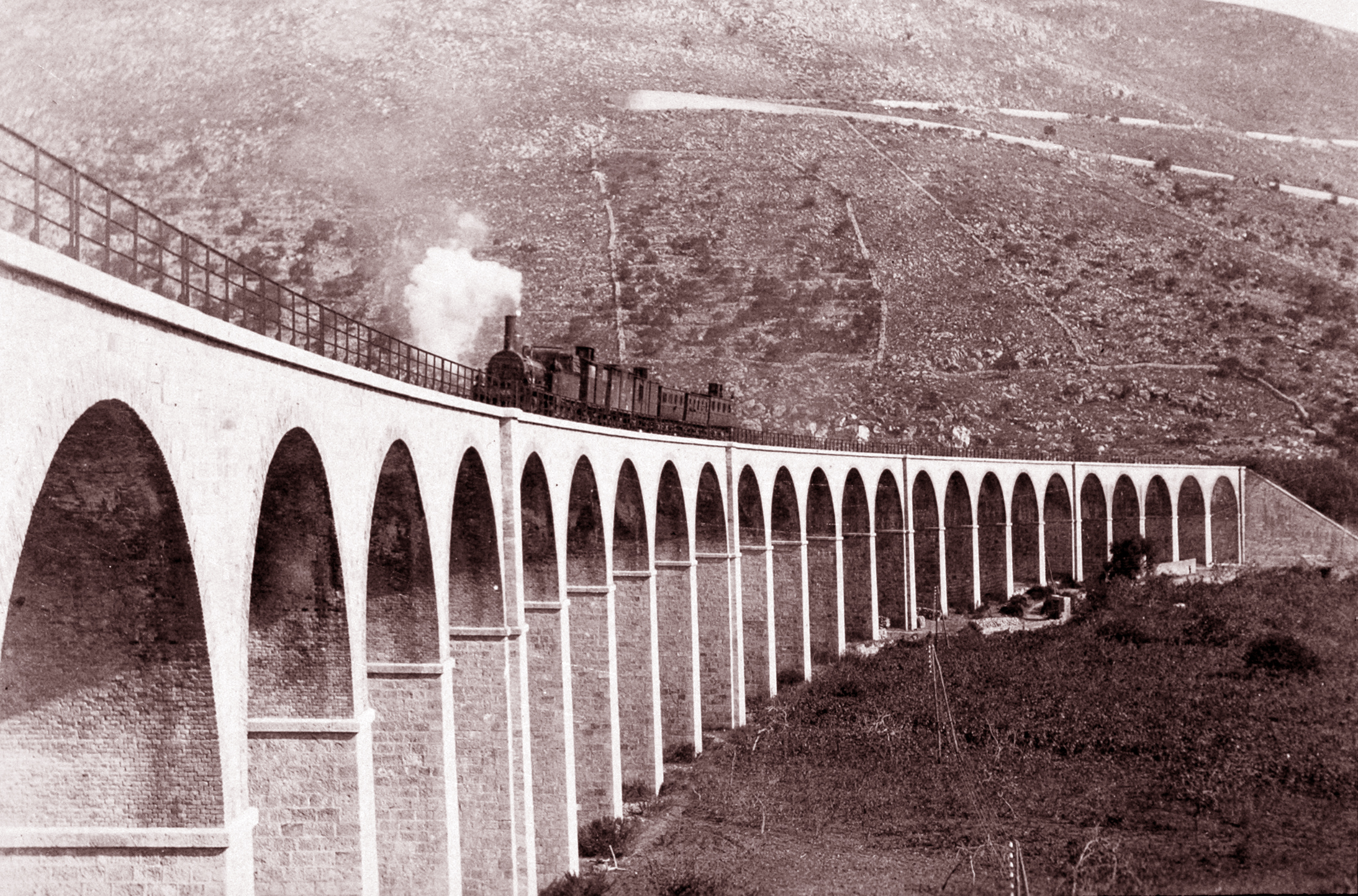
I 25 Ponti al tempo dell'esercizio

La ferrovia Sparanise-Gaeta, detta anche linea degli Aurunci, era una linea ferroviaria a scartamento normale, aperta nel 1892 e chiusa dopo la seconda guerra mondiale.

## Storia

### La realizzazione
Nell'ambito della politica di costruzione di una rete di ferrovie complementari avanzate dalla Sinistra storica e dal Ministro Alfredo Baccarini, nella legge n. 5002 del 29 luglio 1879 fu previsto un finanziamento per la linea Sparanise-Carinola-Gaeta, considerata di terza categoria. Ci fu una forte mobilitazione delle autorità locali per la realizzazione della linea, in quanto l'unico collegamento allora presente nell'area era la via Appia. La ferrovia fu realizzata anche per motivi di strategia militare dato che avrebbe favorito l'approvvigionamento dei materiali alla fortezza di Gaeta. La sua costruzione iniziò nel 1890.
La nuova linea aveva origine dalla linea Roma-Napoli (via Cassino), nella stazione di Sparanise, e se ne distaccava dopo circa 3 km presso il Bivio Gaeta. Seguendo in parte il percorso della via Appia, la ferrovia toccava le città di Teano, Carinola, Sessa Aurunca, Grunuovo (Santi Cosma e Damiano/Castelforte),Minturno e Formia, facendo capolinea a Gaeta, con un percorso di 59,2 km. A Gaeta erano collocati un fascio di binari per il carico delle merci, una rimessa ed una piattaforma girevole per consentire l'inversione di marcia alle locomotive.

### Dal 1892 al 1944
La linea fu realizzata a binario unico. Per superare gli ampi dislivelli vennero realizzate imponenti opere edili come il Viadotto del Pontone fra Formia e Gaeta, detto i 25 Ponti, composto da 25 arcate di 12 metri. La linea venne inaugurata il 3 maggio 1892 e aperta ai passeggeri il giorno successivo.
Inizialmente fu inserita nella Rete Mediterranea e gestita dalla Società per le Strade Ferrate del Mediterraneo. Il servizio prevedeva tre corse giornaliere, successivamente diventate quattro. Il viaggio completo durava tra le 2 ore e mezza e le 3 ore.
Il 1º luglio 1905 la ferrovia passò in gestione alle Ferrovie dello Stato. La linea divenne particolarmente importante quando venne inaugurato il primo tratto, tra Roma e Formia della linea direttissima Roma-Napoli il 17 luglio 1922, perché l'itinerario provvisoriamente creato Roma-Formia-Sparanise-Caserta era più veloce di quello Roma-Cassino-Caserta e permetteva il collegamento delle località costiere del Basso Lazio con le località interne laziali e campane.
Dal 28 ottobre 1927, completata la direttissima Roma-Napoli, la Sparanise-Gaeta perse progressivamente importanza. Vennero adeguate le stazioni comuni alle due linee, Formia e Minturno-Scauri, e dopo il 1932 venne soppresso il binario tra queste due stazioni inizialmente dedicato alla Sparanise-Gaeta. La stazione di Formia divise la vecchia linea in due tronconi: il tronco Formia-Gaeta, con alto livello di traffico, e il tronco Sparanise-Minturno-Formia, a traffico limitato.
L'esercizio fu dall'inizio con treni a vapore ma, nel 1936, il servizio passeggeri fu affidato alle automotrici diesel Fiat ALn56: sulla Formia-Gaeta le corse divennero 16, di andata e ritorno, e una percorrenza di 9 minuti, sulla Sparanise-Minturno-Formia furono 5 coppie con 66 minuti di percorrenza d'orario.
Durante le ultime fasi della seconda guerra mondiale, per ostacolare la risalita degli alleati lungo la penisola, i tedeschi in ritirata distrussero parte della linea. Furono abbattute anche 21 delle 25 arcate del grande viadotto tra Formia e Gaeta.

### Dopo la seconda guerra mondiale

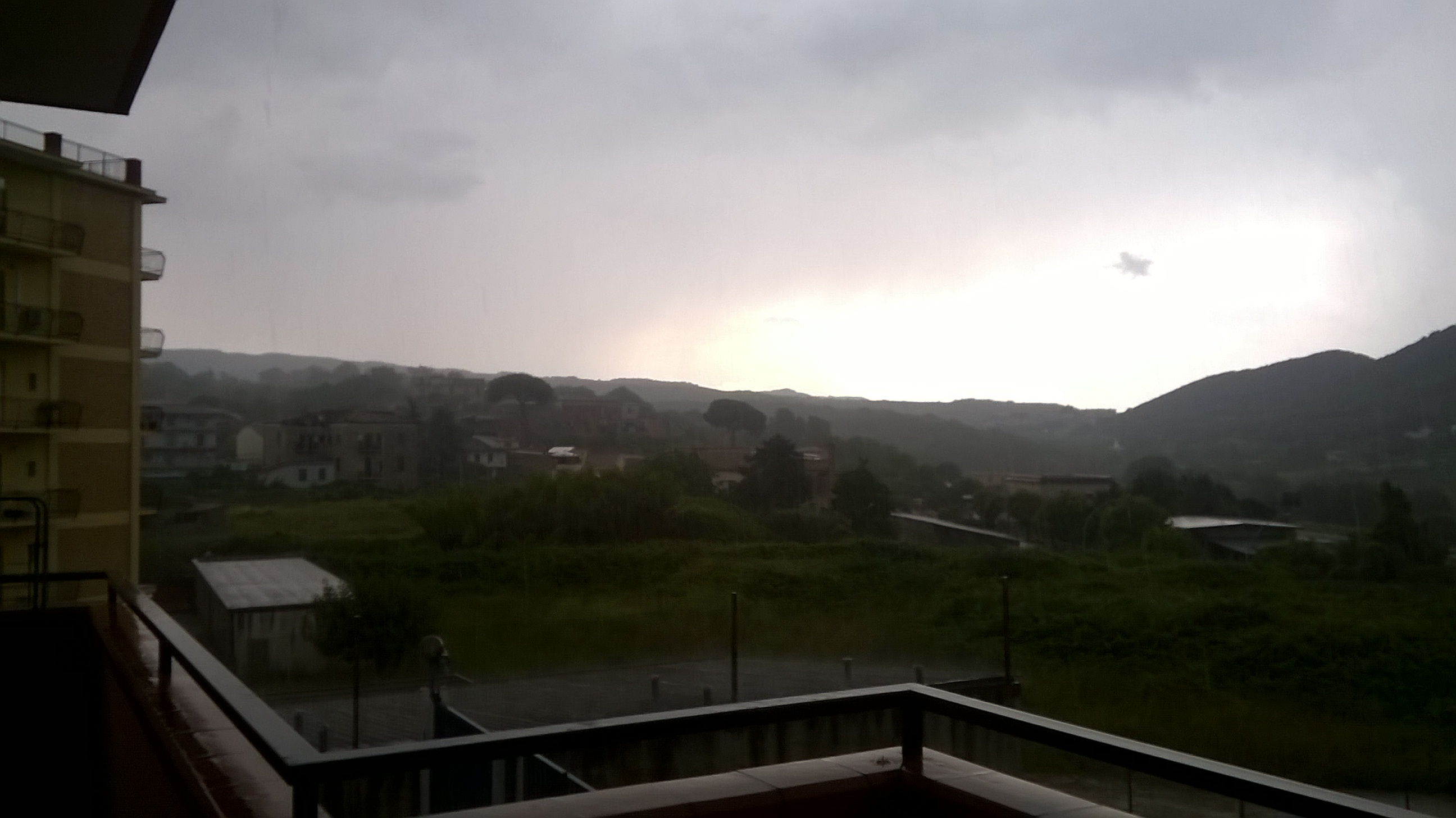
Panorama dell'odierna località Sant'Agata di Sessa Aurunca: il palazzo sulla destra è la vecchia stazione di Sessa Superiore

Nel luglio 1949 nel corso della ricostruzione della stazione di Formia, si provvide ad una razionalizzazione del percorso della sezione Formia-Sparanise; la tratta tra Minturno - Cellole-Fasani non fu ricostruita e la Stazione di Grunuovo fu chiusa definitivamente utilizzando, dall'8 maggio 1950, la linea direttissima fino alla nuova stazione Bivio Cellole (poi divenuta stazione di Cellole-Santa Fè) da cui la linea proseguiva separatamente con un nuovo tratto Bivio Cellole-Sessa Aurunca. La stazione di Sessa Aurunca divenne "stazione di Sessa Aurunca Superiore" per distinguerla dalla Sessa Aurunca-Roccamonfina della Roma-Formia-Napoli. Su tale tratta venivano effettuate 4 corse giornaliere di circa 1 ora di percorrenza. La sezione Formia-Gaeta venne ripristinata il 1º gennaio 1954 con la ricostruzione dei 25 ponti e della stazione di Gaeta, da cui partivano ogni giorno 13 corse di 9 minuti ed un significativo traffico merci data la presenza di un'importante vetreria e di una grande azienda di sanitari.
Il 23 marzo 1957 la tratta Formia-Sparanise venne sostituita da un servizio di autobus e smantellata a partire dal luglio dell'anno successivo. 
Negli anni successivi vi fu in progetto una galleria per il collegamento tra la stazione di Formia e il porto mercantile di Gaeta. Il 24 settembre 1966, tra accese polemiche e proteste della popolazione, venne soppresso il servizio passeggeri su questa tratta sostituito da un lento, ma più capillare, collegamento con autobus FS, divenuto poi A.CO.TRA.L. Il 1º luglio 1981 fu sospeso anche il servizio merci.

### Futuro

#### Sparanise-Formia
Sono state avanzate richieste di riattivazione di questo segmento di linea da parte dei sindaci dei comuni interessati ed in particolare dall'ingegner Raffaele Achille Picierno, dal 2003 al 2013 sindaco di Teano, comune nel cui territorio è posta la stazione di Maiorisi.

#### Formia-Gaeta

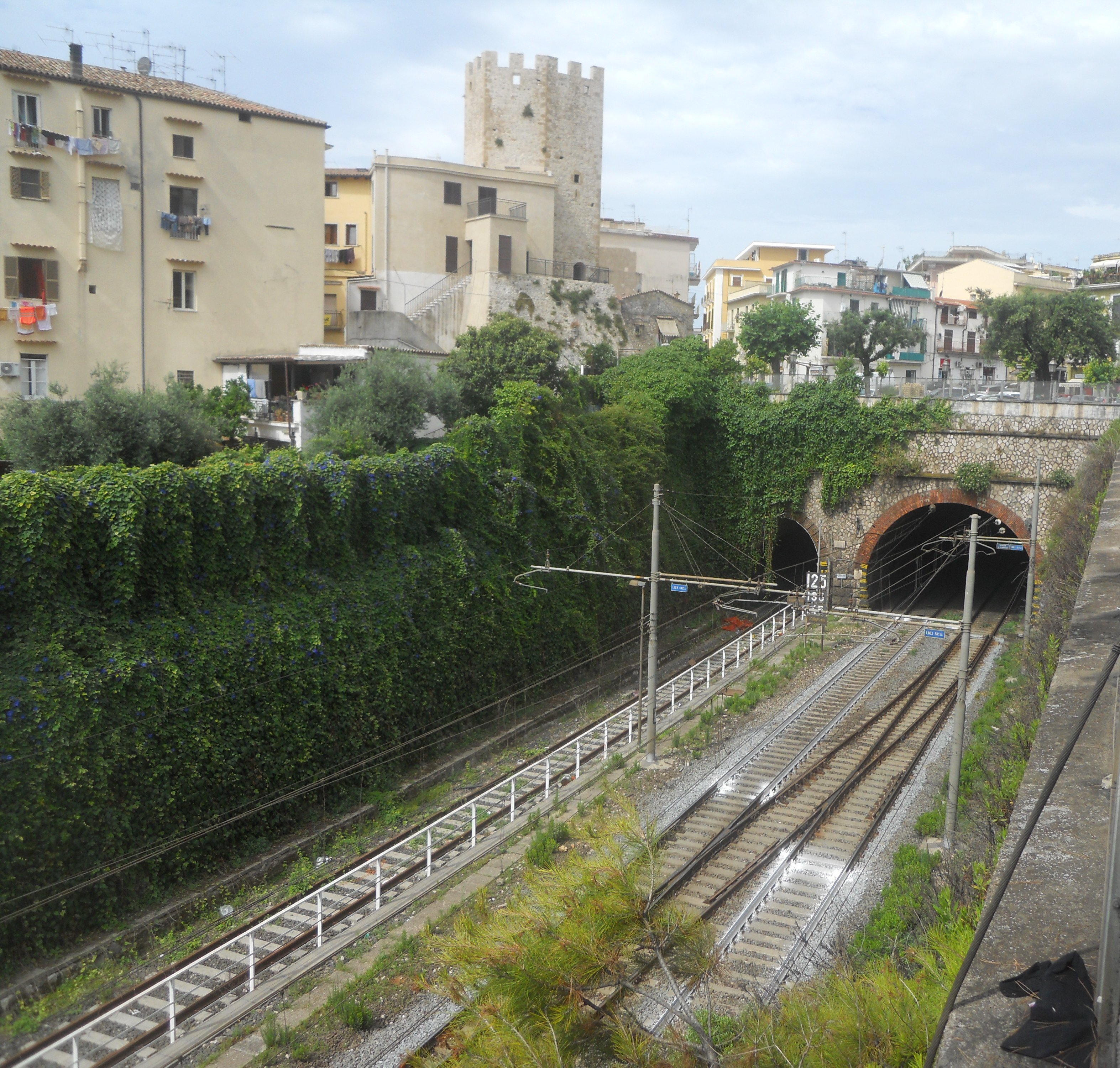
Binari in uscita dalla stazione di Formia in direzione Roma: quello a sinistra porta a Gaeta

Nel 2005 iniziarono lavori nel primo segmento del tracciato, fino al nuovo Centro Intermodale di Gaeta che sfrutta la vecchia sede ferroviaria. 
Alcuni lavori di ripristino iniziati negli anni successivi restarono incompleti, nonostante sulla linea fossero stati costruiti tutti i nuovi ponti e sia già stata posata la massicciata con il binario fino a Formia Interporto. Al posto della riattivazione della linea la stazione di Formia viene denominata Formia-Gaeta.
Nel 2015 fu pubblicato il bando per l'acquisizione di alcune automotrici ALn 668 usate. Fu realizzata una stazione intermedia passante, denominata "Bevano".
L'11 giugno 2020 fu dato il via ai lavori per il ripristino della tratta nel piazzale della stazione di Gaeta.
Nell'ottica di ridurre i costi e l'impatto ambientale, è stato deciso di realizzare una linea tranviaria in luogo del ripristino della linea ferroviaria.

## Caratteristiche
| Continuation backward |

| Station on track |

| Unknown route-map component "CONTgq" | Unknown route-map component "xABZgr" |  |

| Unknown route-map component "exHST" |

| Unknown route-map component "exBHF" |

| Unknown route-map component "exHST" |

| Unknown route-map component "exBRK3" |

| Unknown route-map component "exBHF" |

| Unknown route-map component "exKRW+l" | Unknown route-map component "exKRWgr" |  |

| Unknown route-map component "exSTR" | Unknown route-map component "xABZg+l" | Unknown route-map component "CONTfq" |

| Unknown route-map component "exSTR" | Unknown route-map component "eHST" |  |

| Unknown route-map component "exBHF" | Unknown route-map component "LSTR" |  |

| Unknown route-map component "exhKRZWae+GRZq" | Unknown route-map component "LSTR" |  |

| Unknown route-map component "exBHF" | Unknown route-map component "LSTR" |  |

| Unknown route-map component "exBS2l" | Unknown route-map component "exBS2c3" + Unknown route-map component "LSTR" |  |

| Unknown route-map component "vexBHF-BHF" | Unknown route-map component "d" |

| Unknown route-map component "evÜWBl" | Unknown route-map component "d" |

| Unknown route-map component "vBHF-exBHF" | Unknown route-map component "d" |

| Unknown route-map component "dCONTgq" | Unknown route-map component "xvSTRr-STR" |  |

| Unknown route-map component "exBRK3" |

| Unknown route-map component "exHST" |

| Unknown route-map component "exTUNNEL1" |

|  | Unknown route-map component "exKRWgl" | Unknown route-map component "exKRW+r" |

|  | Unknown route-map component "exSTR" | Unknown route-map component "exBHF" |

|  | Unknown route-map component "exSTR" | Unknown route-map component "exBHF" |

|  | Unknown route-map component "exSTR" | Unknown route-map component "exKBHFe" |

| Unknown route-map component "exKINTe" |